# Chris Farley
Christopher Crosby "Chris" Farley (15. februar 1964 i Madison, Wisconsin i USA – 18. december 1997 i Chicago, Illinois i USA) var en amerikansk skuespiller og komiker. Han var kendt som en del af rollebesætningen af Saturday Night Live. Han optrådte også i en række succesfulde komediefilm 1990'erne, hvor de mest bemærkelsesværdige var Tommy Boy og Black Sheep hvor han spillede sammen med David Spade. Han fik en pludselig død den 18. december 1997 af hjertestop i sin lejlighed i Chicago forårsaget af en narkotikaoverdosis.

## Karriere

### Saturday Night Live
Farley studerede teater og kommunikation på Marquette University. Efter uddannelsen spillede han komedie på teateret The Second City Theatre i Chicago og blev her opdaget af producenten Lorne Michaels i Saturday Night Live (SNL). Han startede som en af de nye medlemmer af programmet sammen med Chris Rock i foråret 1990. På showet arbejde Farley ofte sammen med skuespillerene David Spade, Chris Rock, Adam Sandler, og Rob Schneider, blandt andre. Denne gruppe blev kendt som "Bad Boys of SNL. Populære karakterer spillet af Farley havde han med i "The Chris Farley Show", et talk show, hvor Farley ret ofte "interviewede" gæsten, blev meget nervøs og spurgte simple eller irrelevante spørgsmål, såsom hvilket der var deres yndlings rockband; "Matt Foley", en speaker, der konstant mindede andre karakterer om at han "boede in a lastbil, nede ved floden"; I showet optrådte Farley også med imitationer af Tom Arnold (der gav Farleys hyldesttale til hans begravelse); Andrew Giuliani, Jerry Garcia, Meat Loaf, Norman Schwarzkopf, Dom DeLuise, Roger Ebert, Carnie Wilson, Newt Gingrich, Mindy Cohn, Hank Williams Jr., og Rush Limbaugh.

### Filmkarriere
Efter flere år i showet, hvor han var en af de mest populære skuespillere, medvirkede han i film som Wayne's World (1992), Coneheads (1993), Adam Sandlers Billy Madison (1995). Farley optrådte også i Red Hot Chili Peppers musikvideo til "Soul to Squeeze", der var en sang, der var med på 'Coneheads-soundtracket.
Efter Farleys kontrakt med SNL var blevet brudt begyndte han at fokusere mere på filmkarrieren. Hans første hovedrolle komediefilmen Tommy Boy (1995), med sin tidligere kollega og komediepartner fra SNL, David Spade. Duoen lavede senere en film til ved navn Black Sheep (1996) under sammen genre. Begge film blev store successer på USA's box office, ved at tjene omkring $32 million hver og ved at tilegne sig en stor kultstatus på hjemmevideo. Filmene etablerede Farley som en relativt bankable star og han fik tildelt hovedrollen i Beverly Hills Ninja fra 1997, der fik en stor indtjening i box office i den weekend, den åbnede.
Med den voksende popularitet voksede også hans egne problemer. Han begyndte at slide med overvægt, alkohol- og narkotikaafhængighed under sin sidste film Almost Heroes, der fik optagelserne udskudt adskillige gange, så Farley kunne tage på afvænningsklinik. Farley døde af et hjertestop forårsaget af en utilsigtet narkotikaoverdosis den 18. december 1997 i sin lejlighed i Chicago. Hans sidste film Almost Heroes og Dirty Work blev udgivet efter hans pludselige død, og filmene var dedikeret til ham under rulleteksterne.

### Ikkefærdiggjorte projekter
Farley havde indtalt stemme til hovedkarakteren DreamWorks animerede film Shrek, men hans død krævede at der måtte findes en ny i rollen. Han blev erstattet af tidligere SNL skuespillerkammerat Mike Myers. På det tidspunkt han døde, havde Farley også været i forhandlinger om at medvirke med Vince Vaughn i filmen The Gelfin og som spille hovedrollen i den biografiske film om Fatty Arbuckle.
Den 26. august 2005 modtog Farley stjerne nummer 2289 på Hollywood Walk of Fame. 

## Filmografi
- Saturday Night Live (1990 – 1995)
- Wayne's World (1992)
- Coneheads (1993)
- Wayne's World 2 (1993)
- Airheads (1994)
- Billy Madison (1995)
- Tommy Boy (1995)
- Black Sheep (1996)
- Beverly Hills Ninja (1997)
- Dirty Work (1998)
- Almost Heroes (1998)